# 元気な町
「元気な町」（げんきなまち）は、日本のシンガーソングライターである玉置浩二の楽曲。
1993年8月21日にSony Recordsから7枚目のシングルとしてリリースされた。Kitty Recordsからの移籍第一弾として、前作「コール」（1993年）よりおよそ7か月ぶりのシングルとなり、作詞および作曲、プロデュースはすべて玉置が担当している。
玉置の幼少期の体験や故郷の風景を描いた、アコースティックな音使いでシンプルなサウンドの楽曲となっている。本作は玉置の3枚目のアルバム『カリント工場の煙突の上に』（1993年）からの先行シングルとしてリリースされ、三菱地所のCMイメージソングとして使用された。本作はオリコンシングルチャートにおいて最高位41位となった。

## 背景
安全地帯として活動していた玉置浩二であったが、安全地帯としての活動が大規模になっていく中、自身の意見をストレートにバンドに反映するのが困難となった事や、事務所を独立させた事により周囲との意思疎通が上手くいかなかった事、時代の流れにより打ち込みによる音楽制作が主流となっていたがそれに強い抵抗感があった事などが重なり、自身の音楽活動に強い疑念を抱いていた。このため、玉置は自身が理想とする音楽を追及しようと安全地帯5人だけでの演奏に固執、またチャリティー・コンサートばかりに執着するようになり、生活に困窮したバンドのメンバーとは次第に溝が深まる事態となった。その後玉置は人間不信に陥り、自宅に帰らず他人との会話を拒絶し始めたため、周囲からの勧めにより精神病院に入院する事となった。
病院では薬を飲まされベッドで16時間近く寝るだけの生活を強いられ、これに疑問を抱いた玉置は3日で病院を脱走して北海道の実家に帰り療養する事となった。この時期に母親から「音楽やってそんなに悩むんだったら音楽やめて、いっしょに農家やろう。なんとしてでも飯なんて食っていけるよ」と言われ、束縛から解放された感覚を覚えた玉置は号泣し、その後一日中空を見上げるような生活を半年ほど過ごしたという。

## 制作、音楽性
本作は玉置のソロ第3作目となるアルバム『カリント工場の煙突の上に』（1993年）からの先行シングルとしてリリースされた。同アルバムはレコード会社からの要請ではなく、玉置自身が試行錯誤を繰り返しながら単独で曲制作を開始したことからスタートするという、それまでの作品とはまったく異なる制作経緯となった。玉置は演奏したことのないドラムスを叩くことやチューニングしていないギターで演奏するなど実験的な試みを行っており、また安全地帯時代のレコーディングがデジタルな方法になっていたことへの反発もあり、ギター1本で演奏した後にドラムスを追加するなど安全地帯時代とは正反対な方法でレコーディングが行われた。
ベスト・アルバム『ALL TIME BEST』（2017年）の楽曲解説では、玉置自身の幼少期の体験や故郷の風景を描いた歌詞を載せたシンプルなサウンドの楽曲であると指摘した上で、「心に焼き付いている景色、想いを歌い、これまでの作品とは異なる雰囲気の、温かく強い歌」であると表記している。また、本作以降の玉置の作品は人間味あふれる内容のものが増加したとも表記している。

## リリース、メディアでの使用、チャート成績
本作は1993年8月21日にSony Recordsより8センチCDとしてリリースされ、三菱地所のCMイメージソングとして使用された。カップリング曲は本作が収録されたアルバム『カリント工場の煙突の上に』（1993年）の表題曲となっている。シングル盤に収録された同曲はアルバムとは異なるシングル・バージョンとなっている。同アルバムは玉置がほぼ一人で作詞および作曲、演奏を手掛けた作品であり、『ALL TIME BEST』の楽曲解説では「ここからシンガー･ソングライター玉置浩二の道がスタートしたといってもいい」と表記している。
本作はオリコンシングルチャートにて最高位41位の登場週数4回となり、売り上げ枚数は2.8万枚となった。本作の売り上げ枚数は玉置のシングル売上ランキングにおいて12位となった。2022年に実施されたねとらぼ調査隊による玉置のシングル曲人気ランキングでは14位となった。

## カバー
- 鄭嘉穎（英語版） - 広東語バージョン、「全因身邊有你」のタイトルでアルバム『全因身邊有你』（1994年）に収録。

## シングル収録曲
| 全作曲・編曲: 玉置浩二。 |                                              |           |            |      |
| #                        | タイトル                                     | 作詞      | 作曲・編曲 | 時間 |
| 1.                       | 「元気な町」                                 | 玉置浩二  | 玉置浩二   | 5:09 |
| 2.                       | 「カリント工場の煙突の上に」(single version) | 須藤晃    | 玉置浩二   | 4:59 |
| 合計時間:                | 合計時間:                                    | 合計時間: | 10:08      |      |

## リリース履歴
| No. | 日付           | レーベル                       | 規格                   | 規格品番  | 最高順位 | 備考 |
| --- | -------------- | ------------------------------ | ---------------------- | --------- | -------- | ---- |
| 1   | 1993年8月21日  | Sony Records                   | 8センチCD              | SRDL-3709 | 41位     |      |
| 2   | 2013年11月27日 | ソニー・ミュージックダイレクト | デジタル・ダウンロード | -         | -        |      |

## 収録アルバム
「元気な町」
- 『カリント工場の煙突の上に』（1993年）
- 『田園 KOJI TAMAKI BEST』（1998年）
- 『ALL TIME BEST』（2017年）

「カリント工場の煙突の上に」
- 『カリント工場の煙突の上に』（1993年） - アルバム・バージョンで収録。
- 『田園 KOJI TAMAKI BEST』（1998年） - シングル・バージョンで収録。
- 『THE BEST ALBUM 35th ANNIVERSARY 〜メロディー〜』（2022年） - シングル・バージョンで収録。